# Embalse de Mediano
Der Mediano-Stausee (span. Embalse de Mediano) ist einer der größten Stauseen im Norden Spaniens. Er wird hauptsächlich von den Flüssen Cinca und Ara sowie ihren Nebenflüssen gespeist, die allesamt zum Einzugsbereich des Río Ebro gehören.

## Lage

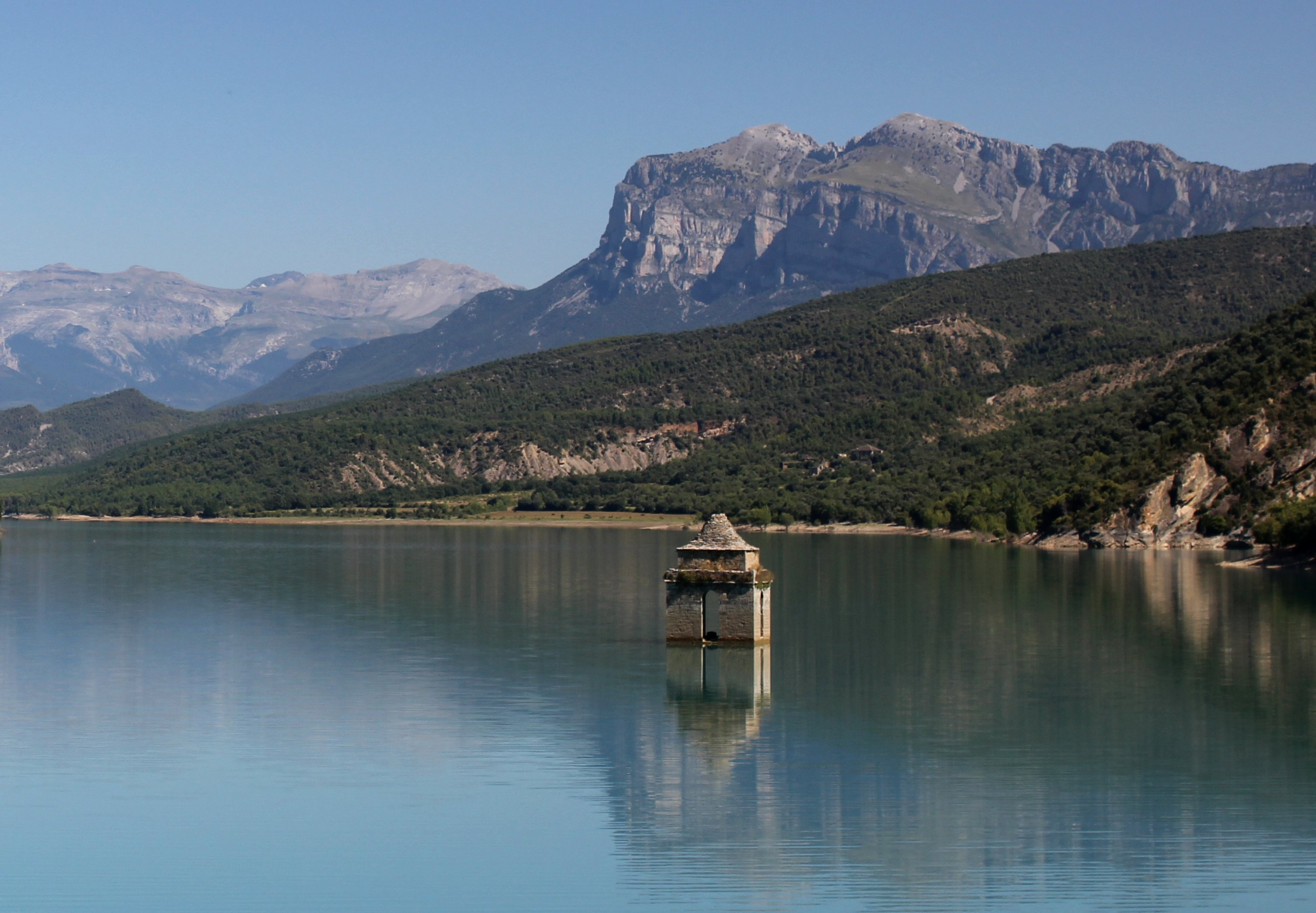
Kirchturm der untergegangenen Ortschaft Mediano (Sommer 2010)

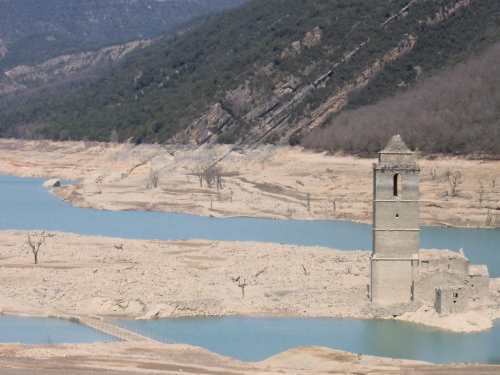
Kirchturm der untergegangenen Ortschaft Mediano (Sommer 2005)

Der Mediano-Stausee befindet sich in der Comarca Sobrarbe in der Provinz Huesca in der Autonomen Gemeinschaft Aragón auf etwa 520 Metern Höhe ü. d. M.; bei einer durchschnittlichen Breite von etwa 800 Metern und einer Länge von ca. 15 Kilometern erstreckt er sich südlich der Kleinstadt Aínsa in südöstlicher Richtung. Nur etwa 2,5 Kilometer südlich schließt sich ein weiterer und noch etwas größerer Stausee (Embalse de El Grado) an.

## Geschichte
Noch unter der Franco-Diktatur wurde in den 1950er Jahren mit den Vermessungsarbeiten und Planungen begonnen. Das Bauwerk wurde jedoch erst im Jahre 1974 gegen Ende der Franco-Ära fertiggestellt. Den Planern des Projekts war bewusst, dass der kleine Ort Mediano in den Fluten verschwinden würde – nur die Spitze seines einfachen Kirchturms aus dem 16. Jahrhundert blieb sichtbar. Alljährlich in den Monaten August und September sinkt der Pegelstand des Sees auf Niedrigwerte, was zur Folge hat, dass auch die Kirche selbst sowie einige Ruinen des Dorfes wieder sichtbar werden. Am Ufer des Sees sollte der Ort neu entstehen, doch die meisten der ehemaligen Einwohner zogen den Umzug in andere Orte oder in die Städte vor.

## Kraftwerk
Das Kraftwerk ging 1969 in Betrieb; seine installierte Leistung beträgt 67 MW. Es sind zwei Francis-Turbinen installiert, die jeweils maximal 33,5 MW leisten. Die Fallhöhe beträgt 76 m. Der Durchfluss liegt bei 120 m³/s.